# Sankt Petri Skole
Sankt Petri Skole blev grundlagt i starten af året 1575. Den er den 2. ældste skole i København og den eneste, der er tilbage indenfor den bymur, der i middelalderen omkransede København. Skolen er i dag en af de få, der er tilbage ”indenfor voldene”. 
I begyndelsen havde ”Sankt Petri Kirkes skole” formodentligt til huse i en lille lejlighed et sted i nærheden af kirken. Her underviste man kordrengene i kirken, så antallet af elever i ”skolen” har sikkert kun bestået af en-to håndfulde børn. I dag går der over 600 børn med fortrinsvis dansk eller tysk baggrund på Sankt Petri Skole, der er en uafhængig og selvejende dansk fri- og privatskole med samtidig status som „Exzellente Deutsche Auslandsschule”. Skolen råder over bygningerne Larslejsstræde 5 og 7 og over lejede lokaler i Nørregade 29-33 samt i Sankt Peders Stræde 4, hvor bl.a. skolens børnehave med 26 børn holder til.
Skolen er tresporet fra 0. til 9. klasse. Sankt Petri er en ”Begegnungsschule”, det vil sige, at børnene møder den danske og tyske kultur i et ligeværdigt forhold. Undervisningen foregår på dansk og tysk, afhængigt af faget og af lærerens nationalitet. I løbet af et skoleår er der faste traditioner og arrangementer, hvoraf mange stammer fra den tyske kultur. Skolens undervisning fører til såvel Folkeskolens afgangsprøve (FP9) som den tyske SEK I prøve. Eleverne kan derfor fortsætte på ungdomsuddannelser i både Danmark og Tyskland. 
Skolens historie startede i 1575, og skolen har siden eksisteret i mangfoldige udgaver: korskole, fattigskole, flere separate pige- og drengeskoler, realskoler og grundskoler bestemt af de mange skolereformer og -omlægninger gennem tiden. Fremskridt, men også stilstand og strid, har været påvirket af skolens dansk-tyske profil og af de forhold, der i århundreder har bundet Danmark og Tyskland sammen. Skolen har sammen med Sankt Petri Kirke Generalløjtnant Kjeld Hillingsø som kongeligt udnævnt patron.
Sankt Petri Gymnasium
Sankt Petri Gymnasium er et dansk-tyskt gymnasium, der leder frem til såvel en dansk studentereksamen som en tysk Abitur, der giver studenterne mulighed for at gå på danske og tyske universiteter. Gymnasiet hviler på basis af en aftale indgået direkte mellem Det danske Kongerige og Bundesrepublik Deutschland. Fagrækken er fastlagt med bl.a. fem fag på A-niveau, og den adskiller sig dermed fra de profiler og kombinationsmuligheder, der findes på danske gymnasier. De fem A-niveau fag medfører en karakterbonus på 0,7. Undervisningen og prøverne foregår på henholdsvis dansk og tysk, afhængigt af faget og af lærerens nationalitet.
Sankt Petri Skoles Børnehave
Skolens første børnehave blev etableret med 14 pladser i oktober 1925 i underetagen af den daværende Sankt Petri Pigeskole i Sankt Peders Stræde 4. Børnehaven blev på grund af pladsmangel, ”indtil videre” som det hed, nedlagt i 1935.
I september 2021 genopstod Sankt Petri Skoles børnehave ved skolens overtagelse af Vor Frue børnehave og fritidshjem. Vor Frue blev drevet som en selvejende institution med driftsoverenskomst med Københavns Kommune. Politik og -organisationsændringer i kommunen betød, at Vor Frue ikke kunne fortsætte, skolen fik overdraget aktiviteterne, og den lejer sig nu ind i Sankt Peders Stræde 4 – der som nævnt er skolens tidligere børnehave og pigeskole.
Børnehaven har 26 pladser, der både er åbne for børn, der skal gå på skolen, og for forældre med børn i kvarteret, der gerne vil have en plads. Dagligdagen er som i andre børnehaver, dog med inddragelse af det danske og tyske sprog og tilhørende traditioner.
Berømte elever:
Peder Schumacher Griffenfeld - Dansk rigskansler i 1600-tallet, kendt for sin politiske indflydelse og tragiske fald fra magten.
Heinrich Ernst Schimmelmann - En indflydelsesrig købmand og finansminister i 1700-tallets Danmark, der spillede en væsentlig rolle i statens økonomi.
Orla Lehmann - Dansk politiker og central figur i 1800-tallets kamp for demokrati og frihedsrettigheder.
Richard von Weizsäcker - Tidligere præsident for Tyskland (1984-1994). 
Friederich von Weizsäcker - Fysiker og filosof, berømt for sit arbejde inden for astrofysik og kvantefysik, samt sin filosofiske tilgang til videnskabens etik.
Lykke Friis – Direktør i Tænketanken Europa,  tidligere klima- og energiminister 2009–2011 og minister for ligestilling 2010-2011. 